# François Auger
Pour l’article ayant un titre homophone, voir François Augé.
François Auger est un médecin et professeur québécois né le 27 janvier 1954. Il a fait une greffe de peau sur un grand brûlé en 2003. Il a réussi à faire pousser de la peau en laboratoire.

## Honneurs
- 1998 - Scientifique de l'année (Société Radio-Canada)
- 2003 -  Chevalier de l'Ordre national du Québec